# Дело Ходорковского, Лебедева и Крайнова
Дело Ходорковского, Лебедева и Крайнова («Первое дело Ходорковского и Лебедева») — расследование и судебные процессы в 2003—2005 годах. В преступлениях были признаны виновными бывший глава НК «ЮКОС» Михаил Ходорковский, бывший председатель совета директоров ЗАО МФО «Менатеп» Платон Лебедев, бывший генеральный директор АОЗТ «Волна» Андрей Крайнов.
Является частью более широкого дела ЮКОСа.

## Досудебное расследование
2 июля 2003 года был задержан Лебедев. Основанием к задержанию послужили материалы проверки обращения депутата Госдумы Владимира Юдина.
4 июля Ходорковский был вызван в Генпрокуратуру РФ для дачи показаний по делу Лебедева.
В октябре Ходорковский был вызван на допрос в рамках расследования дела НК «ЮКОС». Допрос был назначен на 24 октября. Однако, по данным прокуратуры, вызов был демонстративно проигнорирован Ходорковским. С учётом этого следствием было вынесено постановление о приводе Ходорковского.
25 октября постановление о приводе Ходорковского было исполнено, он был задержан в новосибирском аэропорту «Толмачёво» и доставлен в Москву. В тот же день ему было предъявлено обвинение по п. «а», «б» ч. 3 ст. 159 УК РФ, ст. 315 УК РФ, п. «б» ч. 3 ст. 165 УК РФ, п. «а», «в», «г» ч. 2 ст. 199 УК РФ, ч. 2 ст. 198 УК РФ, ч. 2 ст. 327 УК РФ.
3 ноября Ходорковский ушёл с поста председателя правления ЮКОСа. 25 ноября ему было объявлено о завершении предварительного следствия по его уголовному делу.
10 февраля 2004 года Лебедеву было предъявлено обвинение по ч.2 ст.198 УК РФ.
26 марта Генпрокуратурой РФ было утверждено обвинительное заключение по уголовному делу в отношении Лебедева. Лебедев, в частности, обвинялся в совершении преступлений, предусмотренных ч.4 ст.159 УК РФ, ч.3 ст.33 ст.315 УК РФ, п. «а» ч.3 ст.165 УК РФ, ч.2 ст.198 УК РФ, ч.3 ст. 33, п.п. «а», «б» ч.2 ст.199 УК РФ, ч.4 ст.160 УК РФ. Объём уголовного дела в отношении Лебедева на март 2004 года составлял 163 тома.
15 апреля Генпрокуратурой РФ было утверждено обвинительное заключение по уголовному делу в отношении Ходорковского и Крайнова. Ходорковский обвинялся в совершении преступлений, предусмотренных п.п. «а», «б» ч. 3 ст. 159 УК РФ, ч. 3 ст. 33, ст. 315 УК РФ , п.п. «а», «б» ч. 3 ст. 165 УК РФ, п.п. «а», «в», «г» ч. 2 ст. 199 УК РФ, ч. 2 ст. 198 УК РФ, ч. 2 ст. 327 УК РФ, п.п. «а», «б» ч. 3 ст. 160 УК РФ. Крайнов обвинялся в совершении преступлений, предусмотренных п.п. «а», «б» ч. 3 ст. 159 УК РФ, ст. 315 УК РФ, п.п. «а», «б» ч. 3 ст. 165 УК РФ. Объём уголовного дела в отношении Ходорковского и Крайнова на апрель 2004 года составлял 227 томов.

## Процесс в Мещанском районном суде
16 июня 2004 года в Мещанском районном суде Москвы начались слушания по делу Ходорковского, Лебедева и Крайнова. 25 марта 2005 года государственный обвинитель Дмитрий Шохин попросил назначить наказание: Ходорковскому и Лебедеву — по 10 лет лишения свободы с отбыванием в исправительной колонии общего режима, Крайнову — 5,5 года условно. 11 апреля Ходорковский выступил с последним словом, заявив, что не считает себя виновным.

### Приговор
16 мая 2005 года Мещанский районный суд вынес приговор в отношении Ходорковского, Лебедева и Крайнова.

#### Эпизод 1
Согласно приговору Мещанского районного суда, Ходорковский и Лебедев совершили мошенничество, то есть приобретение права на чужое имущество путём обмана, организованной группой, в крупном размере.
Мошенничество было совершено в отношении акций АО «НИУИФ».

##### Отношение Ходорковского к обвинению по эпизоду
Ходорковский, будучи допрошенным в судебном заседании по данному эпизоду обвинения, виновным себя не признал и заявил, что не создавал организованных групп, не имел цели похитить акции каких-либо предприятий, не предпринимал для этого каких-либо действий, не учреждал и не организовывал учреждение юридических лиц с целью совершения преступлений, не осуществлял незаконного управления предприятиями или понуждение их должностных лиц к сделкам; все действия по участию банка или его представителей в управлении предприятиями, финансировании и оказанию услуг приобретателям акций носили законный, публичный характер и кем-либо оспорены не были; он никогда не контролировал деятельность таких банков, как «Доверительный и Инвестиционный», «Менатеп-Санкт-Петербург», «Ми-банк», СП «РТТ», компанию «Вирсавия» в вышеизложенном смысле, участие в управлении ОКФП (в дальнейшем МФО «Менатеп») принимал только до 9 ноября 1993 года, в СП «РТТ» был членом Совета директоров до 1996 года, но с 1993 года участия в управлении этой организации не принимал; обманным завладением акциями АО «НИУИФ» не руководил; в 1995 году был председателем Совета директоров и председателем правления банка «Менатеп»; банк осуществлял финансирование ряда сделок своих клиентов по приобретению акций приватизируемых и приватизированных предприятий, в том числе и акций АО «НИУИФ»; для принятия такого решения предприятие должно было быть включено правлением по предложению аналитиков в список предприятий, которые могут финансироваться банком, и на которые устанавливался лимит; далее, все решения принимались сотрудниками инвестиционного и кредитного отделов; малый масштаб сделки по акциям АО «НИУИФ» не предусматривал необходимости его непосредственного участия в принятии таких решений; к учреждению АОЗТ «УОЛЛТОН» в противоправных целях он никакого отношения не имел, как и к иным обществам, перечисленным в данном эпизоде обвинения; Смирнов А. А., как генеральный директор общества «Джой», ему не подчинялся, как и иные, указанные в данном эпизоде, генеральные директора перечисленных обществ; Лебедев не согласовывал с ним план своих действий по приобретению 44%-го пакета акций АО «НИУИФ»; АО «НИУИФ» он никогда не посещал, не общался с его руководителями и до настоящего уголовного дела знал только то, что это общество имеется в списке предприятий, приобретение акций которых банк финансирует или готов финансировать; инвестиционные обязательства, по его мнению, в настоящее время выполнены: внесение же денег в то время, при ограниченном спросе на услуги института, привело бы к его банкротству и распродаже имущества за долги; об организации и проведении инвестиционного конкурса, как и о дальнейшем введении в заблуждение Классена, на тот период времени ему ничего известно не было; все действия банка «Менатеп» и его сотрудников, по его мнению, носили законный характер, в том числе и в отношении выдачи гарантий; ему ничего не известно, кроме как из материалов дела, о перепродаже в 1996—1998 гг. акций АО «НИУИФ»; о выкупе акций АО «НИУИФ» холдингом, доля в котором принадлежала компании «Chemical & Mining», произошедшем позже 2000 года, кроме как из материалов дела, ему известно не было.
Ходорковский также заявил, что Моисеев В. В. ему знаком со школьных лет; в 1988 г. он пришёл на работу в «Менатеп», а с 1994 по 1997 гг. был его помощником; в 1997 году им (Ходорковским), совместно с другими лицами, была создана или приобретена компания «Групп Менатеп Лимитед» для приобретения права на акции различных российских и иностранных предприятий; в данной компании до последнего времени он владел 9,5 %, и был бенефициаром (выгодоприобретателем) компании с названием «Пальмус», которая владела 50 % компании «Групп Менатеп Лимитед»; с 1998 года деятельностью данной компании занимался Лебедев, а ему, а также Голубовичу А. Д. и иным лицам принадлежала часть акций в данной компании; компания «Менатеп С. А.» была создана для целей, связанных с оказанием услуг клиентам банка, её учредителей он не помнит, но без одобрения банка «Менатеп» создана она быть не могла, поскольку в названии «Менатеп» без одобрения того, кто в тот момент носил название «Менатеп» — МФО или банк включено быть не могло; ему известна иностранная компания «Джамблик», представителем которой был Моисеев В. В., однако о том, взаимодействовал ли он каким-либо образом с данной компанией, он не помнит.

##### Отношение Лебедева к обвинению по эпизоду
Лебедев, будучи допрошенным в судебном заседании, вину по данному эпизоду обвинения не признал и заявил, что об обстоятельствах проведения конкурса в отношении 44%-го пакета акций АО «НИУИФ» ему ничего не известно, он не помнит обстоятельств подписания им гарантийных писем участникам данного конкурса, а поскольку в декабре 1995 г. он прекратил деятельность в качестве президента банка «Менатеп», то ему ничего было не известно и о выполнении обязательств по инвестиционной программе; компании и физические лица, которые упоминаются следствием по данному эпизоду, ему известны только из материалов уголовного дела.

#### Эпизод 2
Согласно приговору Мещанского районного суда, Ходорковский и Лебедев организовали совершение злостного неисполнения служащим коммерческой организации вступившего в законную силу решения суда (в отношении акций АО «НИУИФ»).

#### Эпизод 3
Согласно приговору Мещанского районного суда, Ходорковский, Лебедев и Крайнов организованной группой путём обмана причинили крупный имущественный ущерб собственникам имущества при отсутствии признаков хищения.

##### Отношение Лебедева к обвинению по эпизоду
Лебедев, будучи допрошенным в судебном заседании, свою вину по данному эпизоду обвинения не признал и заявил, что должность президента банка «Менатеп» он занимал с начала 1993 г. до декабря 1995 г.. Кроме того, до декабря 1995 г. он являлся заместителем председателя Правления банка и членом Совета Директоров банка. Примерно с середины 1999 года по 2002 год он являлся представителем основных акционеров банка «Менатеп», ему были предоставлены полномочия вести переговоры в рамках реструктуризации банка «Менатеп». Он принимал участие в создании, организации и развитии банка «Менатеп - Санкт-Петербург», который на начальном этапе был дочерним банком банка «Менатеп» и последнему принадлежало 60-70 % акций. Он принимал участие в собраниях акционеров, а с 2001—2002 гг. стал председателем Совета директоров этого банка. В тот период времени принимались действия для создания инвестиционного холдинга на базе МФО «Менатеп», в который должны были войти и банк «Менатеп - Санкт-Петербург» и инвестиционный банк «Траст» (ранее - «Доверительный и инвестиционный банк»), и с конца 2001 — начала 2002 года он занимал должность председателя Совета директоров названных организаций, которые продолжал занимать на день своего задержания по настоящему уголовному делу. С 1999 года он стал директором «Групп Менатеп Лимитед». Компания «GML Management Services» была учреждена компанией «Групп Менатеп Лимитед» и принадлежала ей на 100 %. Он никогда не принимал участия в обсуждении вопросов и принятии решений, касающихся сбыта апатитового концентрата.

#### Эпизод 4
Согласно приговору Мещанского районного суда, Ходорковский и Лебедев организовали совершение злостного неисполнения служащим коммерческой организации вступившего в законную силу решения суда, а Крайнов совершил злостное неисполнение служащим коммерческой организации вступившего в законную силу решения суда.

#### Эпизод 5
Согласно приговору Мещанского районного суда, Ходорковский совершил уклонение от уплаты налогов и сборов с физического лица путём включения в налоговую декларацию заведомо ложных сведений, совершенное в особо крупном размере, при следующих обстоятельствах.
С целью уклонения от уплаты налогов с доходов физического лица Ходорковский 24 ноября 1997 г. и 1 марта 1998 г. подал в налоговую инспекцию в Москве заявление на выдачу патента для перевода его на упрощенную систему налогообложения, учёта и отчётности с 1 квартала до конца 1998 года. В указанный документ, предоставляющий ему право на получение патента, освобождающего от обязанностей уплаты подоходного налога с физических лиц и взносов в Пенсионный фонд, Ходорковским были внесены заведомо ложные сведения о том, что он оказывает консультационные и управленческие услуги в качестве предпринимателя без образования юридического лица. При этом Ходорковский достоверно знал, что фактически предпринимательской деятельностью по оказанию консультационных и управленческих услуг он не занимается, и патент оформляется им с единственной целью уклонения от уплаты подоходного налога с физического лица. Представив в налоговую инспекцию заведомо подложное заявление, Ходорковский необоснованно получил в этом государственном органе патенты на право применения с 1 января по 31 декабря 1998 года упрощённой системы налогообложения, учёта и отчётности физическим лицом, занимающимся предпринимательской деятельностью без образования юридического лица при оказании консультационных и управленческих услуг.
Умышленно подготавливая условия для уклонения от уплаты подоходного налога с физического лица и взносов в Пенсионный фонд, Ходорковский 20 января, 2 марта и 5 октября 1998 г. в Москве подписал фиктивные договоры с зарубежными компаниями «Hinchley Ltd» и «Status Services Limited», созданными в соответствии с законодательством острова Мэн. В указанные договоры, предусмотренные ст. 779-783 Гражданского кодекса РФ, освобождающие от обязанности по уплате подоходного налога с физических лиц, Ходорковский внёс заведомо ложные сведения о том, что компаниям «Hinchley Ltd» и «Status Services Limited» он будет оказывать возмездные консультационные и информационные услуги по вопросам финансового, экономического развития и регулирования в РФ, заведомо зная, что фактически эти услуги им оказываться не будут, и данный договор оформляется только с целью обеспечения им условий уклонения от уплаты подоходного налога с физического лица и получения права уплачивать взносы в Пенсионный фонд в меньшем размере.
Полученное в 1998 году вознаграждение в общей сумме 10,7 млн рублей по фиктивным договорам с компаниями «Hinchley Ltd» и «Status Services Limited» Ходорковский внёс в книгу учёта доходов и расходов за предпринимательство, применяющих упрощённую систему налогообложения, учёта и отчётности на 1998 год. В указанный официальный документ Ходорковским в Москве в марте 1998 г. были внесены заведомо ложные сведения о том, что им в качестве предпринимателя 6 марта 1998 г. получен доход в сумме 285 тыс. $ за оказание консультационных услуг по договору об оказании консультационных услуг от 20 января 1998 г. с фирмой «Hinchley Ltd». Он же в Москве в период с июля 1998 г. по март 1999 г. внёс в указанный документ заведомо ложные сведения о том, что им в качестве предпринимателя 30 июля 1998 г. получено 850 тыс. $ и 23 декабря 1998 года получено 180 тыс. $ за оказание консультационных услуг по договору об оказании консультационных услуг по экономическим вопросам от 2 марта и 5 октября 1998 г. с фирмой «Status Services Limited». При этом Ходорковскому было достоверно известно, что указанные суммы денег им получены в качестве вознаграждения за исполнение трудовых обязанностей в ЗАО «Роспром», а не за оказание консультационных услуг в качестве предпринимателя.
Подготовив такие условия для уклонения от уплаты подоходного налога с физического лица и взносов в Пенсионный фонд, Ходорковский 9 марта 1999 г. подал в налоговую инспекцию в Москве декларацию о доходах за 1998 год, в которой на листе «3» в графе 4.6. «Доходы от видов деятельности, по которым применяется упрощенная система налогообложения, учёта и отчётности» показал сумму валового дохода от оказания консультационных услуг по экономическим вопросам, равную 10,7 млн рублей, которая не облагается подоходным налогом с физического лица и предоставляет право уплачивать взносы в Пенсионный фонд в заниженном размере, то есть взамен применяется упрощенная система налогообложения в сумме стоимости патента всего в 2004 рубля. Между тем, Ходорковский достоверно знал, что полученные от компании «Status Services Limited» 10,7 млн рублей являлись фактически его вознаграждением по месту работы в ЗАО «Роспром», и в соответствии со ст. 7 и 10 Закона РФ «О подоходном налоге с физических лиц» должны были включаться в налогооблагаемую базу как любые доходы, полученные физическим лицом в течение календарного года.
Вместе с налоговой декларацией Ходорковский представил следующие документы: договоры с компанией «Status Services Limited», книгу учёта доходов и расходов предпринимателей, применяющих упрощенную систему налогообложения, учёта и отчётности, с внесёнными в разделы I и II «Доходы и расходы» и «Расчет совокупного дохода» заведомо ложными сведениями об источнике дохода за 1998 год в налоговую инспекцию в Москве и отчитался перед официальным органом о выполнении обязанностей по уплате налогов и взносов.
Таким образом, Ходорковским незаконно не были уплачены за 1998 год налоги и страховые взносы с доходов физического лица в сумме 3,8 млн рублей.
Похожим образом Ходорковский действовал и в дальнейшем, уклоняясь от налогов и сборов.
Всего за период 1998—1999 годов Ходорковским незаконно не были уплачены налоги и страховые взносы с доходов физического лица в сумме 54,5 млн рублей.

##### Отношение Ходорковского к обвинению по эпизоду
Ходорковский, будучи допрошенным по данному эпизоду обвинения, виновным себя не признал и заявил, что он реально оказывал консультационные услуги юридическим и физическим лицам на основании договоров, заключённых им с компаниями «Hinchley Ltd» и «Status Services Limited», которые и занимались направлением к нему названных лиц для оказания им консультационных услуг; назвать конкретно, каким лицам оказывались данные услуги, Ходорковский отказался, руководствуясь положениями ст. 51 Конституции РФ; где и при каких обстоятельствах были подписаны данные договоры, он не помнит, считает, что для подписания к нему они поступали через его помощников: названные услуги он оказывал, осуществляя свою деятельность как предприниматель без образования юридического лица, им были получены соответствующие патенты, предоставляющие ему право применения упрощенной системы налогообложения, учёта и отчётности; о полученных доходах от данной деятельности он своевременно сообщал в налоговые органы путём подачи установленных документов, и уплачивал установленные действующим в тот период времени законодательством налоги; названные документы в налоговые органы, в основном, представлялись его доверенными лицами с его ведома, поскольку им данным лицам были выданы соответствующие доверенности; обстоятельств прекращения применения упрощенной системы налогообложения, учёта и отчётности он не помнит.

#### Эпизод 6
Согласно приговору Мещанского районного суда, Лебедев совершил уклонение от уплаты налогов и сборов с физического лица путём включения в налоговую декларацию заведомо ложных сведений, совершенное в особо крупном размере, при следующих обстоятельствах.
Лебедев, в период с 1997 по 2000 гг. работая руководителем ОАО «Банк „Менатеп“», ЗАО «Роспром», ЗАО «МФО „Менатеп“», ООО «ЮКОС-Москва», зарубежных компаний «Менатеп Лимитед», «Групп Менатеп Лимитед», «Юкос Юниверсал Лимитед» и других, участвовал в управлении производственными и коммерческими предприятиями, подконтрольными вышеназванным компаниям. В указанный период времени с его непосредственным участием фактическими руководителями названных компаний путём совершения финансовых операций организован вывод оборотного капитала, получаемого в результате деятельности подконтрольных им российских производственных и коммерческих предприятий на счета контролируемых ими иностранных компаний в зарубежных банках. При этом Лебедев заведомо знал, он являясь фактическим руководителем сначала ОАО "Банк «Менатеп», ЗАО «Роспром» и ООО «ЮКОС-Москва» за его работу в указанных компаниях получал вознаграждение со счетов подконтрольных им иностранных компаний в зарубежных банках.
В 1998—2000 гг. Лебедев с целью уклонения от уплаты подоходного налога и страховых взносов, получив статус индивидуального предпринимателя и патенты, предоставляющие право перехода на упрощенную систему налогообложения, учёта и отчётности при оказании возмездных услуг, под видом оплаты за оказанные консультационные услуги, стал получать денежные средства со счетов компании «Status Services Limited», оформив для этого соответствующие подложные договоры на оказание услуг.
Так, Лебедев, с целью уклонения от уплаты налогов с доходов физического лица, 23 апреля 1998 г. подал в налоговую инспекцию в Москве заявление на выдачу патента для перевода его на упрощенную систему налогообложения, учёта и отчётности со II квартала 1998 года. В указанный документ, предоставляющий ему право на получение патента, освобождающего от обязанностей уплаты подоходного налога с физических лиц и взносов (сборов) в Пенсионный фонд, Лебедевым были внесены заведомо ложные сведения о том, что он оказывает консультационные и управленческие услуги в качестве предпринимателя, осуществляющего свою деятельность без образования юридического лица. При этом Лебедев достоверно знал, что фактически предпринимательской деятельностью по оказанию консультационных и управленческих услуг он не занимается и патент оформляется им с единственной целью уклонения от уплаты подоходного налога с физического лица. Представив в налоговую инспекцию заведомо подложное заявление, Лебедев необоснованно получил в этом государственном органе патенты на право применения с 1 апреля по 31 декабря 1998 года упрощенной системы налогообложения, учёта и отчётности по следующим видам деятельности: оказание консультационных и управленческих услуг.
Умышленно подготавливая условия для уклонения от уплаты подоходного налога с физического лица и взносов в Пенсионный фонд, Лебедев 1 апреля и 25 июня 1998 г. в Москве подписал договоры с компанией «Status Services Limited». В указанные договоры, предусмотренные ст.ст.779-783 Гражданского кодекса РФ, Лебедев внёс заведомо ложные сведения о том, что компании «Status Services Limited» он будет оказывать возмездные консультационные и информационные услуги по вопросам финансового, экономического развития и банковского регулирования в РФ, заведомо зная, что фактически эти услуги им оказываться не будут и данные договоры оформляются только с целью обеспечения им условий уклонения от уплаты подоходного налога с физического лица и получения права уплачивать взносы в Пенсионный фонд в меньшем размере.
Продолжая подготовку условий для уклонения от уплаты налогов Лебедев, полученное в 1998 году вознаграждение в сумме 6,1 млн рублей, в том числе 4,8 млн рублей по фиктивному договору с компанией «Status Services Limited», в качестве доходов за предпринимательство, внёс в книгу учёта доходов и расходов предпринимателей, применяющих упрощенную систему налогообложения, учёта и отчётности на 1998 год. В указанный документ Лебедевым в Москве в период с апреля по июнь 1998 г. были внесены заведомо ложные сведения о том, что им в качестве предпринимателя 19 июня 1998 г. получен доход в сумме 1,2 млн рублей за оказание консультационных услуг по договору об оказании услуг от 1 апреля 1998 г. Он же, в Москве, в период с июля по сентябрь 1998 г., внёс в указанный официальный документ заведомо ложные сведения о том, что им в качестве предпринимателя 30 сентября 1998 г. получен доход $300 тыс. за оказание консультационных услуг по договору об оказании консультационных услуг от 25 июня 1998 г. с фирмой «Status Services Limited». При этом Лебедеву было достоверно известно, что указанные суммы денег им получены в качестве вознаграждения за исполнение трудовых обязанностей в ОАО «Банк „Менатеп“», ЗАО «Роспром» и ООО «ЮКОС-Москва», а не за оказание консультационных услуг в качестве предпринимателя.
Подготовив такие условия для уклонения от уплаты подоходного налога с физического лица и взносов в Пенсионный фонд, Лебедев 13 марта 1999 г. подал в налоговую инспекцию в Москве декларацию о доходах за 1998 год, в которой на листе «3» в графе 4.6. «Доходы от видов деятельности, по которым применяется упрощенная система налогообложения, учёта и отчётности» показал сумму валового дохода от оказания консультационных услуг равной 6 млн рублей, которая не облагается подоходным налогом с физического лица и предоставляет право уплачивать взносы в Пенсионный фонд в заниженном размере, то есть взамен применяется упрощенная система налогообложения в сумме стоимости патента всего в 751 рубль. Между тем, Лебедев достоверно знал, что полученные по договору об оказании возмездных услуг 1,2 млн рублей, в том числе от компании «Status Services Limited» 4,8 млн рублей, являлись фактически его вознаграждением по месту работы в ЗАО «Роспром», и в соответствии со статьями 7 и 10 Закона РФ «О подоходном налоге с физических лиц», должны были включаться в налогооблагаемую базу как любые доходы, полученные физическим лицом в течение календарного года.
Вместе с налоговой декларацией Лебедев представил заведомо подложные документы: книгу учёта доходов и расходов предпринимателей, применяющих упрощенную систему налогообложения, учёта и отчётности, со внесёнными в разделы I и II «Доходы и расходы» и «Расчет совокупного дохода» заведомо ложными сведениями об источнике дохода за 1998 год, в налоговую инспекцию в Москве и отчитался перед официальным органом о выполнении обязанностей по уплате налогов и взносов.
Таким образом, Лебедевым незаконно не были уплачены за 1998 год налоги и страховые взносы с доходов физического лица в сумме 2,1 млн рублей.
Похожим образом Лебедев действовал и в дальнейшем, уклоняясь от налогов и сборов.
Всего Лебедевым за 1998—2000 годах незаконно не было уплачено налогов и страховых взносов в государственные внебюджетные фонды с доходов физического лица на общую сумму 7,3 млн рублей.

##### Отношение Лебедева к обвинению по эпизоду
Лебедев, будучи допрошенным в судебном заседании, вину по данному эпизоду обвинения не признал и заявил, что он действительно заключал договора с компанией «Status Services Limited» на оказание консультационных услуг, в каком количестве точно назвать не может, договора подписывались им как на территории РФ, так и за её пределами; он в действительности оказывал названные услуги различным юридическим и физическим лицам, которые направлялись к нему через названную иностранную компанию, которая фактически выполняла функции посредника; действовал при этом он, будучи зарегистрированным как предприниматель без образования юридического лица, применяя упрощенную систему налогообложения учёта и отчётности; за оказанные услуги получал вознаграждения, о чём сообщал налоговым органам в установленной форме и уплачивал соответствующие налоги; документы в налоговые органы в основном подавались его представителями, действовавшими на основании выданных им доверенностей; в 2001 году им были принято решение о прекращении применения названной системы налогообложения, при этом каких-либо препятствий для продолжения её применения не имелось; руководителем компании «Status Services Limited» он никогда не был и отношения к созданию данной компании не имел.

#### Эпизод 7
Согласно приговору Мещанского районного суда Ходорковский и Лебедев организовали группой лиц по предварительному сговору уклонение от уплаты налогов с организаций в особо крупном размере путём непредставления документов и путём включения в документы заведомо ложных сведений.

#### Эпизод 8
Согласно приговору Мещанского районного суда Лебедев и Ходорковский организовали группой лиц по предварительному сговору уклонение от уплаты налогов с организаций в особо крупном размере путём непредставления документов и включения в документы заведомо ложных сведений.

#### Эпизод 9
Согласно приговору Мещанского районного суда Ходорковский и Лебедев организовали совершение мошенничества, то есть хищения чужого имущества путём обмана организованной группой, в крупном размере.

#### Эпизод 10
Согласно приговору Мещанского районного суда Ходорковский совершил растрату — хищение чужого имущества, вверенного виновному, организованной группой, в крупном размере.

#### Эпизод 11
Согласно приговору Мещанского районного суда Крайнов совершил мошенничество, то есть хищение чужого имущества путём обмана организованной группой, в крупном размере, он же совершил причинение имущественного ущерба собственнику путём обмана при отсутствии признаков хищения, организованной группой, причинившее крупный ущерб.

#### Наказание
Суд признал Ходорковского виновным в совершении преступлений, предусмотренных ч. 3 ст. 147 УК РСФСР, ч. 3 ст. 33 ст. 315 УК РФ, п.п. «а, б» ч. 3 ст. 160 УК РФ, п.п. «а, б» ч. З ст. 165 УК РФ, ч. 3 ст. 33, ст. 315 УК РФ ч.2 ст. 198 УК РФ, ч. 3 ст. 33 п.п. «а, б» ч.2 ст. 199 УК РФ, п. «а, б» ч. 3 ст. 159 УК РФ, п.п. «а, б» ч. 3 ст. 160 УК РФ и назначил ему наказание:
- по ч. 3 ст. 147 УК РСФСР — в виде лишения свободы сроком на 7 лет;
- по ч. 3 ст. 33, ст. 315 УК РФ — в виде лишения свободы сроком на 1,5 года;
- по п.п. «а, б» ч. 3 ст. 160 УК РФ — в виде лишения свободы сроком на 7 лет;
- по п.п. «а, б» ч. 3 ст. 165 УК РФ — в виде лишения свободы сроком на 3 года;
- по ч. 2 ст. 198 УК РФ — в виде лишения свободы сроком на 1,5 года;
- по ч. 3 ст. 33, п.п. «а, б» ч. 2 ст. 199 УК РФ — в виде лишения свободы сроком на 5 лет;
- по п.п. «а, б» ч. З ст. 159 УК РФ — в виде лишения свободы сроком на 7 лет;

Окончательное наказание Ходорковскому было назначено в виде лишения свободы сроком на 9 лет с отбыванием наказания в исправительной колонии общего режима.
Суд признал Лебедева виновным в совершении преступлений, предусмотренных ч. З ст. 147 УК РСФСР, ч. З ст. ЗЗ ст. 315 УК РФ, п. «а, б» ч. З ст. 160 УК РФ, п. «а, б» ч. З ст. 165 УК РФ, ч. З ст. ЗЗ ст. 315 УК РФ, ч.2 ст. 198 УК РФ (в редакции ФЗ № 162-ФЗ от 08.12.2003 г.), ч. З ст. 33 п.п. «а, б» ч. 2 ст. 199 УК РФ, п.п. «а, б» ч. З ст. 159 УК РФ и назначил ему наказание:
- по ч. З ст. 147 УК РСФСР — в виде лишения свободы сроком на 7 лет;
- по ч. З ст. 33, ст. 315 УК РФ — в виде лишения свободы сроком на 1,5 года;
- по п. «а, б» ч. З ст. 160 УК РФ — в виде лишения свободы сроком на 7 лет;
- по п. «а, б» ч. З ст. 165 УК РФ — в виде лишения свободы сроком на 3 года;
- по ч. З ст. ЗЗ, ст. 315 УК РФ — в виде лишения свободы сроком на 1,5 года;
- по ч.2 ст. 198 УК РФ — в виде лишения свободы сроком на 1,5 года;
- по ч. З ст. ЗЗ, п.п. «а, б» ч.2 ст. 199 УК РФ — в виде лишения свободы сроком на 5 лет;
- по п.п. «а, б» ч. З ст. 159 УК РФ — в виде лишения свободы сроком на 7 лет.

Окончательное наказание Лебедеву было назначено в виде лишения свободы сроком на 9 лет с отбыванием наказания в исправительной колонии общего режима.
Суд признал Крайнова виновным в совершении преступлений, предусмотренных ст. 315 УК РФ, п.п. «а, б» ч. З ст. 165 УК РФ, п.п. «а, б» ч. З ст. 159 УК РФ и назначил ему наказание:
- по ст. 315 УК РФ — в виде лишения свободы сроком на 1,5 года;
- по п.п. «а, б» ч. З ст. 165 УК РФ — в виде лишения свободы сроком на 3 года;
- по п.п. «а, б» ч. З ст. 159 УК РФ — в виде лишения свободы сроком на 4 года.

Окончательное наказание Крайнову было назначено в виде 5 лет лишения свободы условно.
Также суд постановил удовлетворить гражданский иск Федеральной налоговой службы к Ходорковскому и Лебедеву о возмещении имущественного вреда в размере 17,4 млрд рублей и взыскать эти деньги с Ходорковского и Лебедева в пользу госбюджета.

## Рассмотрение дела в кассационной инстанции
22 сентября 2005 года Мосгорсуд снизил сроки наказания Ходорковскому и Лебедеву до 8 лет лишения свободы каждому, Крайнову наказание было снижено до 4,5 лет условно.

## Отбывание наказания
20 октября 2005 года Ходорковский был доставлен для отбывания наказания в колонию ЯГ 14/10 в городе Краснокаменске (Читинская область).
В конце октября 2005 года Лебедев был этапирован в исправительную колонию в посёлке Харп (Ямало-Ненецкий автономный округ).

## Решение ЕСПЧ по жалобе Ходорковского и Лебедева
Ходорковский и Лебедев в 2005—2006 годах подали в ЕСПЧ жалобы, касающиеся уголовного дела и судебного процесса 2003—2005 годов. В 2010—2011 годах жалобы были признаны приемлемыми по ряду заявленных нарушений ЕКПЧ.
В июле 2013 года ЕСПЧ вынес постановление по этим жалобам. ЕСПЧ усмотрел ряд нарушений (в частности, статей 8 и 34 ЕКПЧ и ст. 1 первого протокола к ней — об унизительном обращении и о праве на справедливый суд), но по ряду статей не усмотрел нарушений (в том числе статей 7 и 18). По статьям 3, 5 и 6 Конвенции нарушения были констатированы, но в отношении не всех событий, на которые жаловались Ходорковский и Лебедев.
ЕСПЧ счёл, что не была нарушена статья 18 ЕКПЧ, касающаяся политической подоплёки уголовного преследования Ходорковского и Лебедева. В пресс-релизе, выпущенном ЕСПЧ, говорилось: «Суд готов признать, что некоторые должностные лица имели свои собственные причины для того, чтобы способствовать уголовному преследованию заявителей. Однако, одного этого факта недостаточно, чтобы заключить, что без этого заявители не были бы осуждены. Ни одно из обвинений против заявителей не касалось их политической деятельности. Обвинения, выдвинутые против них, были серьезными, в них было здравое зерно. Таким образом, даже если в деле и присутствовали неподобающие мотивы, это не давало заявителям иммунитета от уголовного преследования и не делало все уголовное преследование, с начала до конца, нелегитимным, как это утверждали заявители.»
Также ЕСПЧ пришёл к выводу, что во время судебного процесса не была нарушена статья 7 ЕКПЧ, согласно которой наказание должно быть основано на законе. По мнению ЕСПЧ, для привлечения Ходорковского и Лебедева к уголовной ответственности были все основания. ЕСПЧ указал, что «закон был применён разумно и в соответствии с таким пониманием уклонения от уплаты налогов, которое вытекает из здравого смысла». Вывод российских судов о притворном характере операций, проводившихся «ЮКОСом» для незаконной минимизации налогов, был верным.
В то же время ЕСПЧ обнаружил ряд нарушений прав заявителей. Так, по мнению ЕСПЧ, решение российского суда о взыскании с Ходорковского налогов, которые не были выплачены «ЮКОС», было необоснованным. Право на справедливое судебное разбирательство также было нарушено, поскольку, в частности, власти не уважали конфиденциальность контактов между подсудимыми и их защитниками. Кроме того, ЕСПЧ счёл нарушением прав заявителей то, что отбывать наказание их отправили в отдалённые сибирские колонии, и то, что в зале суда их содержали в металлической клетке.
В итоге ЕСПЧ постановил взыскать в пользу Ходорковского компенсацию в размере 10 тыс. евро. Лебедеву в компенсации было отказано.